# Filip Daems
Filip Daems (* 31. Oktober 1978 in Turnhout) ist ein ehemaliger belgischer Fußballspieler.

## Karriere

### Verein

#### Von Belgien in die Türkei
Der Defensivspezialist begann seine Karriere beim Amateurverein Alberta Geel. Seinen ersten Profivertrag unterschrieb er beim KFC Verbroedering Geel. Später spielte er für Lierse SK und wurde dort 1999 belgischer Pokalsieger. Sein anschließendes Engagement beim türkischen Verein Gençlerbirliği Ankara war Daems erste Karrierestation im Ausland.

#### Daems bei Borussia Mönchengladbach
Im Januar 2005 wechselte Daems nach dreieinhalb Jahren in der Türkei zum deutschen Bundesligisten Borussia Mönchengladbach. Am 29. Januar 2005 gab er sein Debüt für den Klub vom Niederrhein in der Saison 2004/05 am 19. Spieltag gegen Borussia Dortmund in der Anfangself, um nach 53 Minuten ausgewechselt zu werden. Wegen einer schweren Fersenverletzung bestritt Daems in der Saison 2006/07 kein Spiel für die Borussia. Am 7. September 2007 gab er nach einjähriger Pause bei einem Freundschaftsspiel sein Comeback. Seitdem war der Belgier Stammspieler. Er spielte vornehmlich auf der Position des linken Außenverteidigers, bisweilen auch in der Innenverteidigung. Mit Mönchengladbach gelang ihm nach dem zwischenzeitlichen Abstieg der sofortige Wiederaufstieg in die 1. Liga. Seit Januar 2009 war Daems Kapitän seiner Mannschaft. Sein Vertrag lief bis zum 30. Juni 2015. Bis zur Saison 2010/11 spielte Daems mit Gladbach entweder gegen den Abstieg oder im unteren Drittel. 2011/12 spielte der Flame mit den von Lucien Favre trainierten „Fohlen“ um die Teilnahme an einem internationalen Wettbewerb. Die Saison wurde auf dem vierten Tabellenplatz beendet, was gleichbedeutend mit der Teilnahme an der Qualifikation zur UEFA Champions League war. Daems war hierbei 31-mal zum Einsatz gekommen und hatte drei Treffer erzielt.

#### Rückkehr nach Belgien
Nachdem Borussia Mönchengladbach den Vertrag mit Daems nach zehn Jahren nicht verlängert hatte, wechselte er ablösefrei zur Saison 2015/16 zum belgischen Erstligisten KVC Westerlo. Am 5. Dezember 2015 erzielte Daems bei der 1:5-Niederlage gegen Oud-Heverlee Löwen sein erstes Tor für seinen Verein. Im Sommer 2017 beendete er seine aktive Karriere.

### Nationalmannschaft
Daems wurde zwischen 1999 und 2009 für zwölf Länderspiele in die belgische Fußballnationalmannschaft einberufen. Sein Debüt gab er bei seiner zweiten Einberufung am 31. März 2004 bei einer 0:3-Niederlage im Sportpark Müngersdorf in Köln gegen Deutschland. Seine weiteren sechs Einsätze absolvierte er allesamt in den Jahren 2008 bis 2009.